# 弗雷德里克·皮耶鲁齐
弗雷德里克·皮耶鲁齐（法語：Frédéric Pierucci，1968年1月14日—），是法国的一名企业经理，曾任法国阿尔斯通集团市场和销售总监，被美国司法部指控对企业腐败故意视而不见，并于2013年至2014年在美国被捕拘留。他是《美国陷阱：揭露美国对世界其他国家的秘密经济战争的斗争》一书的作者，这本自传记录了他在法律诉讼过程中的经历。
在法国，皮尔鲁奇的司法经历被视为美国政府发动人质外交和经济战的典型例子，包括针对其所谓的盟友。 事实上，皮尔鲁奇被捕并被关押在罗德岛最高安全监狱，不得保释，当时美国跨国集团通用电气正在谈判收购阿尔斯通的能源部门，他在交易达成一周内获释。由此产生的交易使这家美国公司对法国的核反应堆和能源安全拥有了重大控制权。

## 生平

### 被美国政府指控涉及贿赂
2013年4月14日，皮耶鲁齐从新加坡乘机前往美国出差，在纽约肯尼迪机场被联邦调查局（FBI）逮捕。他被指控涉嫌参与一项起源于2002年至2009年印尼一项价值1.18亿美元的电力相关项目（又称为塔拉罕项目，Tarahan）中，向印尼政府官员行贿，以换取包括印尼国会议员和印尼国有电力公司 (PLN) 的高级成员协助获得合同。2天后，美国司法部公布他与另一名前阿尔斯通雇员David Rothschild的拘捕详情，指控阿尔斯通为了隐瞒贿赂，聘请了两名据称代表其电力公司及其子公司就塔拉罕项目提供合法咨询服务的顾问，主要目的是利用顾问向印尼官员行贿，违反了美国《海外反腐败法》（FCPA）的反贿赂条款，皮耶鲁齐还被控一项洗钱指控。在此之前，David Rothschild于2012年11月2日在同一案件中已认罪。2014年3月19日 ，美国联邦调查局（FBI）在调查阿尔斯通与其合作伙伴丸紅株式會社串谋贿赂外国官员的指控中，表明皮耶鲁齐于2013年7月29日已承认了一项串谋贿赂条款和一项违反FCPA的反贿赂条款的罪名。印尼政府于同年4月14日宣布，一名国会议员因在相同案件中受贿阿尔斯通和丸紅株式会社，被法院判处3年监禁。2014年12月，阿尔斯通首席执行官Patrick Kron向美国司法部承认向印尼、沙特阿拉伯、埃及和巴哈马的官员进行贿赂，将支付7.72亿美元的刑事罚款以解决这些指控。该处罚是有史以来对违反FCPA行为的最大一笔刑事罚款，也是FCPA整体执法行动中的第二大罚款。美国副总检察长James Cole更在听证会上对阿尔斯通在全球涉及的违法行为指控表示震惊「它的广度、厚颜无耻及其全球影响都是令人震惊的」。
皮耶鲁齐曼在审讯期间被关押在曼哈顿一座高安保等级监狱里14个月，而他也在被捕五个月后被阿尔斯通无偿解雇。2013年9月，皮耶鲁齐曼在监狱期间收到了阿尔斯通邮件，以皮耶鲁齐曼的审前程序无法履行双方雇佣合同为由，终止了与他雇主合同关系。而此次中断也意味着阿尔斯通停止报销皮耶鲁齐曼可观的法律费用，当时整个法律程序的费用已攀升至250,000欧元。阿尔斯通领导层抛弃皮耶鲁齐的决定，被认为是将其与美国司法部之间的诉讼建立起警戒线而受到美国司法机关的强烈批评。2017年10月6日，美国法院对皮耶鲁齐曼作出判决，他被判处其30个月监禁，随后在12月后获得假释。法院还命令皮耶鲁齐曼需支付20,000美元的罚款，外加200美元的强制性评估。

### 返回法国后出自传
皮耶鲁齐曼後來回到法國与一名记者合著，將其經歷出版成書，指控美國濫用長臂管轄權的不正當手段競爭。這本名為美国陷阱的自述，作品在中國和歐洲引起很大反響，但也有觀點認為，該指控需要不同機構大量配合才有可能發生。皮耶鲁齐曼也向法院起诉阿尔斯通对他无偿解雇。

## 作品
- Pierucci, Frédéric; Aron, Matthieu; Gulan, Deniz. . 2019  [2021-09-25]. ISBN 978-1-5293-2686-4. OCLC 1120178118. （原始内容存档于2021-09-25） （英语）.（美国陷阱：我揭露美国对世界其他国家的秘密经济战争的斗争）中文版2019 中信出版社